# Gymnastique rythmique aux Jeux olympiques d'été de 2012 - concours individuel
Pour un article plus général, voir Gymnastique rythmique aux Jeux olympiques d'été de 2012.
Navigation
Pékin 2008 Rio de Janeiro 2016
Le concours individuel de gymnastique rythmique des Jeux olympiques d'été de 2012 organisés à  Londres (Royaume-Uni), se déroule à la Wembley Arena du 9 au 11 août 2012.

## Médaillées
| Or                | Argent          | Bronze             |
| Evguenia Kanaïeva | Daria Dmitrieva | Liubou Charkashyna |

## Programme
All times are British Summer Time (UTC+1)
| Date                  | Heure | Round           |
| --------------------- | ----- | --------------- |
| Jeudi 9 août 2012     | 12:00 | Rotation 1 et 2 |
| Vendredi 10 août 2012 | 12:00 | Rotation 3 et 4 |
| Samedi 11 août 2012   | 13:30 | Finale          |

## Résultats

### Finale
| Rang               | Gymnaste           | Pays         |        | Pén. |        | Pén. |        | Pén. |        | Pén. | Total   |
| ------------------ | ------------------ | ------------ | ------ | ---- | ------ | ---- | ------ | ---- | ------ | ---- | ------- |
| Médaille d'or      | Evguenia Kanaïeva  | Russie       | 29.200 |      | 29.350 |      | 29.450 |      | 28.900 |      | 116.900 |
| Médaille d'argent  | Daria Dmitrieva    | Russie       | 28.350 |      | 28.300 | 0.05 | 28.750 | 0.05 | 29.100 |      | 114.500 |
| Médaille de bronze | Liubov Charkashyna | Biélorussie  | 28.000 |      | 28.100 |      | 27.525 | 0.05 | 28.075 |      | 111.700 |
| 4                  | Aliya Garayeva     | Azerbaïdjan  | 27.825 |      | 27.925 |      | 27.575 |      | 28.250 |      | 111.575 |
| 5                  | Son Yeon-Jae       | Corée du Sud | 28.325 |      | 28.050 |      | 26.750 |      | 28.350 |      | 111.475 |
| 6                  | Alina Maksymenko   | Ukraine      | 26.675 |      | 27.950 |      | 27.550 |      | 27.450 |      | 109.625 |
| 7                  | Neta Rivkin        | Israël       | 26.850 | 0.05 | 27.350 |      | 27.800 |      | 27.000 |      | 109.000 |
| 8                  | Sylvia Miteva      | Bulgarie     | 27.100 | 0.05 | 27.450 |      | 26.750 |      | 27.650 |      | 108.950 |
| 9                  | Joanna Mitrosz     | Pologne      | 27.150 |      | 27.475 |      | 26.850 |      | 27.425 |      | 108.900 |
| 10                 | Ganna Rizatdinova  | Ukraine      | 27.050 | 0.10 | 26.750 | 0.05 | 26.975 |      | 26.500 | 0.05 | 107.400 |

### Qualifications
| Rang | Gymnaste                 | Pays            |        | Pén. |        | Pén. |        | Pén. |        | Pén. | Total   | Notes |
| ---- | ------------------------ | --------------- | ------ | ---- | ------ | ---- | ------ | ---- | ------ | ---- | ------- | ----- |
| 1    | Evguenia Kanaïeva        | Russie          | 29.525 |      | 28.100 |      | 28.975 |      | 29.400 |      | 116.000 | Q     |
| 2    | Daria Dmitrieva          | Russie          | 28.800 |      | 29.000 | 0.05 | 27.800 |      | 28.925 |      | 114.525 | Q     |
| 3    | Aliya Garayeva           | Azerbaïdjan     | 28.350 |      | 27.450 | 0.10 | 27.850 |      | 28.200 |      | 111.850 | Q     |
| 4    | Sylvia Miteva            | Bulgarie        | 27.800 |      | 27.700 |      | 27.325 |      | 28.100 |      | 110.925 | Q     |
| 5    | Liubov Charkashyna       | Biélorussie     | 28.400 |      | 28.050 |      | 27.450 |      | 26.550 |      | 110.450 | Q     |
| 6    | Son Yeon-Jae             | Corée du Sud    | 27.825 |      | 28.075 |      | 26.350 | 0.05 | 28.050 |      | 110.300 | Q     |
| 7    | Alina Maksymenko         | Ukraine         | 28.125 |      | 27.300 |      | 27.800 |      | 26.800 |      | 110.025 | Q     |
| 8    | Joanna Mitrosz           | Pologne         | 27.250 |      | 27.425 |      | 27.625 |      | 27.450 |      | 109.750 | Q     |
| 9    | Neta Rivkin              | Israël          | 26.200 | 0.45 | 27.450 |      | 27.525 |      | 27.725 | 0.05 | 108.900 | Q     |
| 10   | Ganna Rizatdinova        | Ukraine         | 26.800 | 0.10 | 27.350 |      | 27.750 |      | 26.950 | 0.05 | 108.850 | Q     |
| 11   | Deng Senyue              | Chine           | 26.800 |      | 27.150 |      | 27.575 |      | 27.300 |      | 108.825 |       |
| 12   | Melitina Staniouta       | Biélorussie     | 26.700 |      | 27.500 |      | 27.600 |      | 26.875 |      | 108.675 |       |
| 13   | Delphine Ledoux          | France          | 27.150 |      | 27.100 |      | 27.250 |      | 26.675 |      | 108.175 |       |
| 14   | Carolina Rodríguez       | Espagne         | 26.625 |      | 26.900 |      | 27.175 |      | 26.100 |      | 106.800 |       |
| 15   | Anna Alyabyeva           | Kazakhstan      | 26.575 |      | 27.200 | 0.05 | 25.250 |      | 27.400 |      | 106.425 |       |
| 16   | Julieta Cantaluppi       | Italie          | 26.675 |      | 25.200 |      | 26.850 |      | 26.550 |      | 105.275 |       |
| 17   | Jana Berezko-Marggrander | Allemagne       | 26.575 |      | 26.300 |      | 27.325 |      | 24.900 |      | 105.100 |       |
| 18   | Caroline Weber           | Autriche        | 25.950 |      | 25.925 |      | 26.725 |      | 26.350 |      | 104.950 |       |
| 19   | Chrystalleni Trikomiti   | Chypre          | 26.250 |      | 26.250 | 0.05 | 26.375 | 0.05 | 25.650 | 0.05 | 104.675 |       |
| 20   | Ulyana Trofimova         | Ouzbékistan     | 24.625 |      | 24.650 |      | 23.275 | 0.10 | 24.800 |      | 97.350  |       |
| 21   | Julie Zetlin             | États-Unis      | 24.450 |      | 23.750 |      | 24.225 | 0.05 | 24.250 |      | 96.675  |       |
| 22   | Janine Murray            | Australie       | 23.100 |      | 24.350 |      | 23.875 |      | 25.000 |      | 96.325  |       |
| 23   | Yasmine Rostom           | Égypte          | 23.775 |      | 23.925 | 0.20 | 25.050 |      | 23.500 |      | 96.250  |       |
| 24   | Francesca Jones          | Grande-Bretagne | 24.550 |      | 24.200 |      | 21.975 |      | 23.900 |      | 94.625  |       |